# (7004) Markthiemens
(7004) Markthiemens (1979 OB9) – planetoida z pasa głównego asteroid okrążająca Słońce w ciągu 3 lat i 197 dni w średniej odległości 2,32 j.a. Została odkryta 24 lipca 1979 roku w Siding Spring Observatory w Australii przez Schelte Busa. Nazwa planetoidy pochodzi od Marka Thiemensa (ur. 1950), profesora chemii na Uniwersytecie Kalifornijskim w San Diego, badającego wczesną atmosferę Marsa na podstawie marsjańskich meteorytów.